# Autolykos (Athlet)
Autolykos (griechisch Αὐτόλυκος Autólykos; * um 435 v. Chr.; † wahrscheinlich 403 v. Chr.), Sohn des Lykon, war ein berühmter griechischer Athlet im antiken Athen zur Zeit des Sokrates. Er errang bereits als Knabe im Jahre 422 v. Chr. bei den Großen Panathenäen den Sieg bei dem Wettbewerb für die Jugendlichen. Wie Xenophon in seinem „Gastmahl“ berichtet, gehörte der reiche athenische Adlige Kallias III. daraufhin zu den heißen Bewunderern des Knaben. Plutarch bezeichnet Autolykos als "Fechter".
Nach der Niederlage Athens im Peloponnesischen Krieg und während der Besetzung Athens durch Sparta geriet Autolykos, der inzwischen ein namhafter Athlet und Sieger im Pankration, dem kombinierten Faust- und Ringkampf geworden war, mit dem von Sparta in Athen eingesetzten Statthalter (Harmost) Kallibios in einen Wortwechsel. Als der Harmost dem Athleten dabei mit dem Stab drohte, packte Autolykos ihn an den Beinen und warf ihn zu Boden. Der spartanische Feldherr Lysander sprach den unbändigen Kraftmenschen dennoch zunächst frei und kritisierte – wie Plutarch berichtet – sogar seinen Statthalter für sein Verhalten, da es zeige, dass dieser nicht wisse, wie man freie Menschen regieren müsse. Kurze Zeit danach allerdings haben die von Sparta unterstützten Dreißig Tyrannen während ihrer Schreckensherrschaft in der Stadt – dem beleidigten Kallibios zuliebe – Autolykos umbringen lassen, wahrscheinlich im Jahre 403 v. Chr.
Der athenische Bildhauer Leochares, der zur mittleren attischen Schule gehört, schuf eine Statue des Autolykos, die nach dem Ende der oligarchischen Gewaltherrschaft am Prytaneion (Rathaus) in Athen aufgestellt wurde.